# Liste der Biografien/Lid
Liste der Biografien |
Portal Biografien |
Personensuche
# |
A |
B |
C |
D |
E |
F |
G |
H |
I |
J |
K |
L |
M |
N |
O |
P |
Q |
R |
S |
T |
U |
V |
W |
X |
Y |
Z |
?
 
La |
Lb |
Lc |
Le |
Lg |
Lh |
Li |
Lj |
Ll |
Lm |
Lo |
Lp |
Lt |
Lu |
Lv |
Lw |
Lx |
Ly |
Lz
 
Lia |
Lib |
Lic |
Lid |
Lie |
Lif |
Lig |
Lih |
Lii |
Lij |
Lik |
Lil |
Lim |
Lin |
Lio |
Lip |
Liq |
Lir |
Lis |
Lit |
Liu |
Liv |
Liw |
Lix |
Liy |
Liz
Die Liste der Biografien führt alle Personen auf, die in der deutschsprachigen Wikipedia einen Artikel haben. Dieses ist eine Teilliste mit 100 Einträgen von Personen, deren Namen mit den Buchstaben „Lid“ beginnt.

## Lid
- Lid, Hilde Synnøve (* 1971), norwegische Skisportlerin
- Lid, Mons (1896–1967), norwegischer Politiker (Arbeiterpartei), Storting-Abgeordneter, Fylkesmann und Finanzminister

### Lida
- Lida de Malkiel, María Rosa (1910–1962), argentinisch-amerikanische Altphilologin und Hispanistin
- Lida, Denah (1923–2007), US-amerikanische Romanistin und Hispanistin
- Lida, Raimundo (1908–1979), argentinischer und US-amerikanischer Romanist und Hispanist galizischer Herkunft
- Liďák, Jaromír, tschechoslowakischer Skispringer
- Līdaka, Ingmārs (* 1966), lettischer Zoologe und Politiker, Mitglied der Saeima
- Lidarti, Christian Joseph (1730–1795), österreichisch-italienischer Komponist der Vorklassik

### Lidb
- Lidbeck, Erik Gustaf (1724–1803), schwedischer Ökonom und Professor für Naturgeschichte und Ökonomie
- Lidberg, Gustaf (1859–1931), schwedischer Polizist
- Lidberg, Isac (* 1998), schwedischer FußballspielerIsac Lidberg (* 1998)

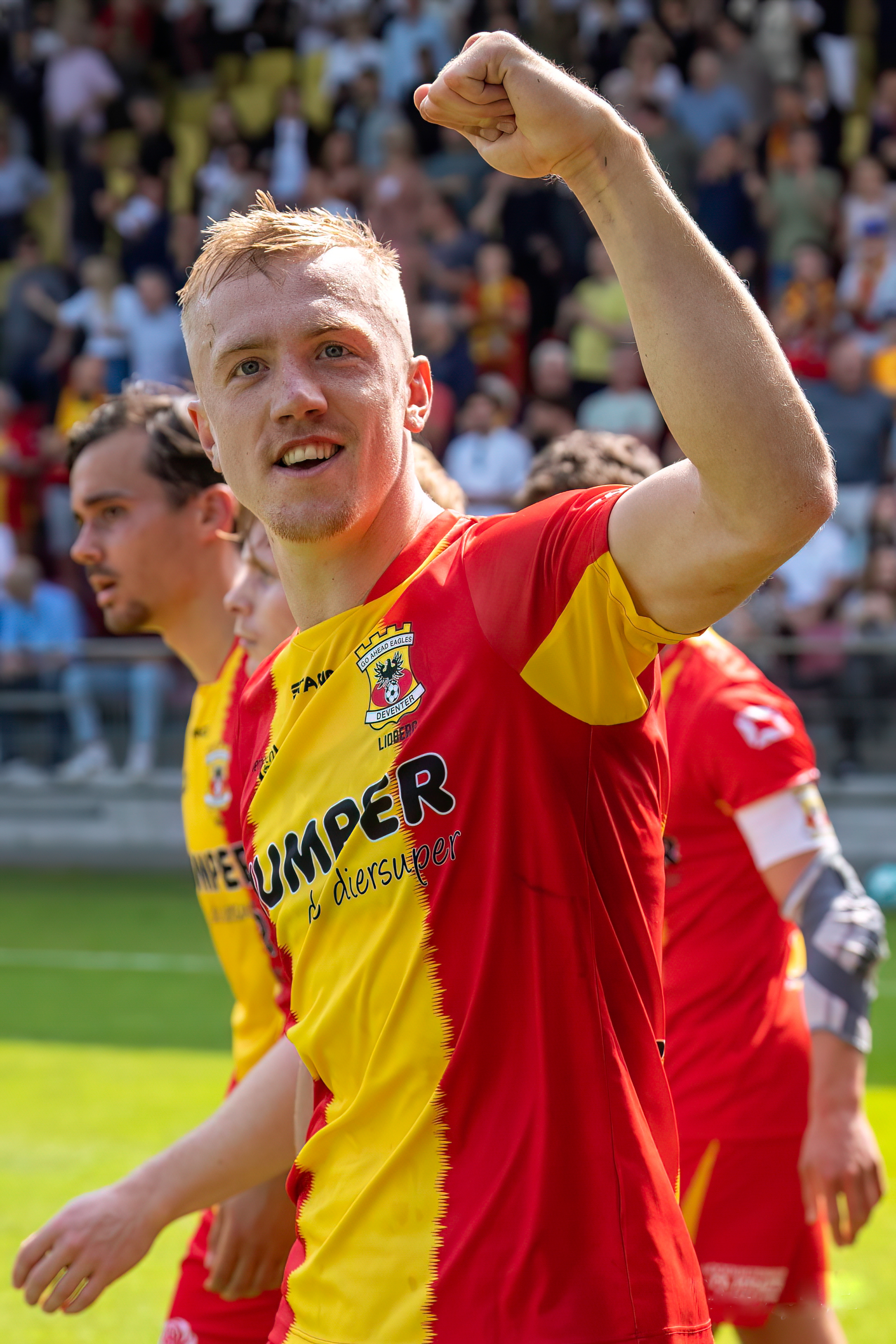
Isac Lidberg (* 1998)

- Lidberg, Jimmy (* 1982), schwedischer Ringer
- Lidberg, Martin (* 1973), schwedischer Ringer
- Lidberg, Rolf (1930–2005), schwedischer Künstler und Botaniker
- Lidbom, Tete (* 1986), norwegischer Moderator
- Lidbury, Emma-Kate (* 1980), britische Triathletin

### Lidc
- Lidchi-Grassi, Maggi (* 1930), Schriftstellerin und Homöopathin

### Lidd
- Liddel, Duncan (1561–1613), schottischer Astronom und Mediziner
- Liddell Hart, Basil (1895–1970), britischer Militär-Historiker und Korrespondent
- Liddell, Alice (1852–1934), englische Frau, Vorlage für die Heldin in „Alice im Wunderland“Alice Liddell (1852–1934)

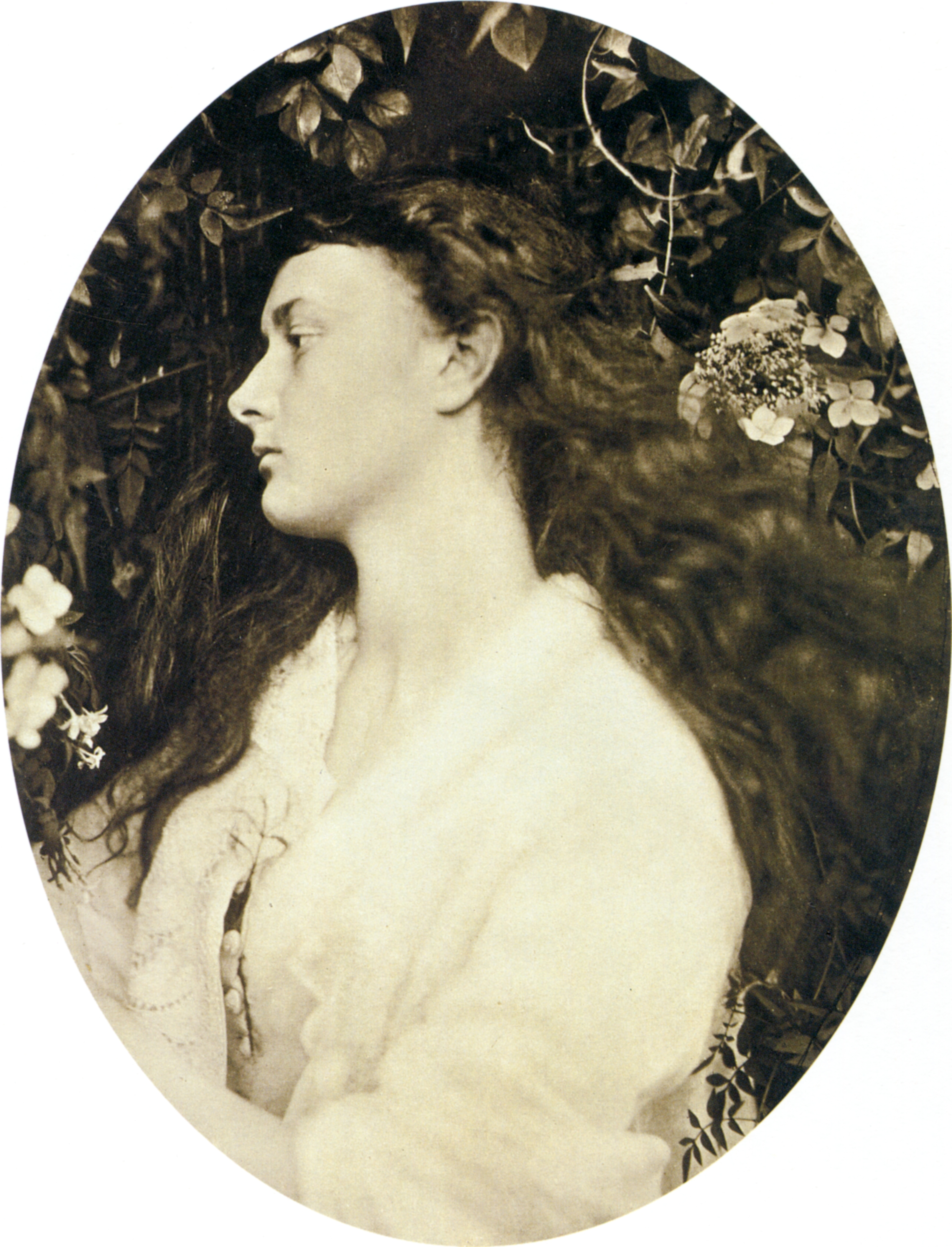
Alice Liddell (1852–1934)

- Liddell, Angélica (* 1966), spanische Performancekünstlerin
- Liddell, Billy (1922–2001), schottischer Fußballspieler
- Liddell, Cedric (1913–1981), kanadischer Ruderer
- Liddell, Chuck (* 1969), US-amerikanischer Mixed-Martial-Arts-Kämpfer
- Liddell, Clive Gerard (1883–1956), britischer General, Gouverneur von Gibraltar
- Liddell, Dorothy (1890–1938), englische Archäologin
- Liddell, Eric (1902–1945), schottischer Leichtathlet, Rugbyspieler und Missionar
- Liddell, Gary (1954–2015), schottischer Fußballspieler
- Liddell, Guy (1892–1958), britischer Geheimdienstler
- Liddell, Helen, Baroness Liddell of Coatdyke (* 1950), britische Politikerin (Labour), Mitglied des House of Commons und Diplomatin
- Liddell, Henry George (1811–1898), britischer Altphilologe und Lexikograf
- Liddell, Ian (* 1938), britischer Bauingenieur
- Liddell, Robert (1908–1992), englischer Schriftsteller
- Liddell, Robin (* 1974), britischer Autorennfahrer
- Liddell, St. John Richardson (1815–1870), General der Konföderierten Staaten
- Lidderdale, Charles Sillem (1830–1895), britischer Portraitmaler
- Liddiard, Dennis, Maskenbildner
- Liddiard, Rebecca (* 1991), kanadische SchauspielerinRebecca Liddiard (* 1991)

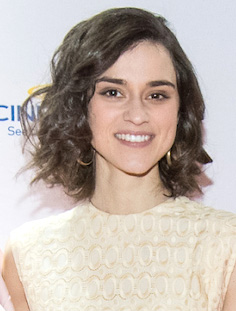
Rebecca Liddiard (* 1991)

- Liddie, Edward (* 1959), US-amerikanischer Judoka
- Liddie, Ricardo (* 1966), Sprinter von St. Kitts und Nevis
- Liddle, Roger, Baron Liddle (* 1947), britischer Politiker
- Liddle, Stephen, britischer Chemiker und Hochschullehrer (Universität Manchester)
- Liddy, Gordon (1930–2021), US-amerikanischer FBI-Agent und Regierungsbeamter

### Lide
- Lidegaard, Bo (* 1958), dänischer Diplomat, Politiker, Schriftsteller und Journalist
- Lidegaard, Mads (1925–2006), dänischer Pastor, Lehrer und Autor
- Lidegaard, Martin (* 1966), dänischer Politiker (Det Radikale Venstre), Mitglied des Folketing und Außenminister
- Lideikis, Tautvydas (1947–1993), litauischer Physiker und Politiker, Mitglied des Seimas
- Lidell, Jamie (* 1973), englischer Musiker und Sänger
- Lidén, Anki (* 1947), schwedische Schauspielerin
- Lidén, Klara (* 1979), schwedische Installations-, Performance- und Videokünstlerin
- Lidén, Magnus (* 1951), schwedischer Botaniker
- Lidén, Stine (* 1988), norwegische Handballspielerin
- Lidén, Wilma (* 2002), schwedische Schauspielerin
- Lider, Ivri (* 1974), israelischer Sänger
- Liderman, Jorge (1957–2008), US-amerikanischer Komponist

### Lidf
- Lidforss Strömgren, Hedvig (1877–1967), dänisch-schwedische Zahnärztin, Zahnmedizinhistorikerin, Redakteurin, Friedensaktivistin, Frauenrechtlerin
- Lidforss, Edvard (1833–1910), schwedischer Romanist, Italianist, Hispanist, Germanist, Anglist und Übersetzer

### Lidh
- Lidholm, Ingvar (1921–2017), schwedischer Komponist

### Lidi
- Lidiard, Alan (1928–2020), britischer Chemiker
- Lidicker, William Z., Jr. (1932–2022), US-amerikanischer Mammaloge und Wirbeltierökologe
- Lidin, Wladimir Germanowitsch (1894–1979), sowjetischer Schriftsteller
- Lidington, Bruce (1950–1996), britischer Schauspieler
- Lidington, David (* 1956), britischer Politiker (Conservative Party), Mitglied des House of Commons
- Lidinski, Helmut (* 1930), deutscher Fußballspieler
- Lidinski, Walter (* 1928), deutscher Fußballspieler

### Lidj
- Liđan, Eman (* 2005), bosnischer Fußballspieler

### Lidk
- Lidka, Maria (1914–2013), deutsche Violinistin und Geigenlehrerin

### Lidl
- Lidl, Andreas, österreichischer Komponist und Barytonspieler
- Lidl, Christoph Jakob, Tiroler Adliger, österreichischer Feld- und Hauszeugmeister, sowie schwäbischer Landvogt
- Lidl, Josef (1911–1999), deutscher Grafiker, Autor, Musiker und Heimatkundler
- Lidl, Joseph (1788–1856), bayerischer Landwirt
- Lidl, Max (* 1812), deutscher Agrarwissenschaftler und Hochschullehrer
- Lidl, Rudolf (* 1948), österreichischer Mathematiker
- Lídl, Václav (1922–2004), tschechischer Komponist
- Lidle, Cory (1972–2006), US-amerikanischer Baseballspieler

### Lidm
- Lidman, Dick (* 1967), schwedischer Fußballspieler
- Lidman, Håkan (1915–2000), schwedischer Hürdenläufer
- Lidman, Sara (1923–2004), schwedische Schriftstellerin
- Lidman, Sven (1882–1960), schwedischer Schriftsteller
- Lidmanis, Jānis (1910–1986), lettischer Fußball- und Basketballspieler
- Lidmansky, Adalbert (1795–1858), Bischof von Gurk (1827–1840)

### Lidn
- Lidner, Bengt (1757–1793), schwedischer Dichter

### Lido
- Lidón, José (1748–1827), spanischer Komponist und Organist
- Lidoriki, Asimo (1803–1827), griechische Freiheitskämpferin
- Lidov, David (* 1941), US-amerikanischer Komponist, Hochschullehrer und Musiktheoretiker
- Lidow, Eric (1912–2013), US-amerikanischer Unternehmer
- Lidow, Michail Lwowitsch (1926–1993), sowjetischer Astronom und Mathematiker

### Lids
- Lidsba, Achim (1955–2021), deutscher Offizier der Bundeswehr
- Lidschreiber, Petra (* 1951), deutsche Fernsehjournalistin und Moderatorin
- Lidster, Doug (* 1960), kanadischer Eishockeyspieler und -trainer
- Lidström, Nicklas (* 1970), schwedischer EishockeyspielerNicklas Lidström (* 1970)

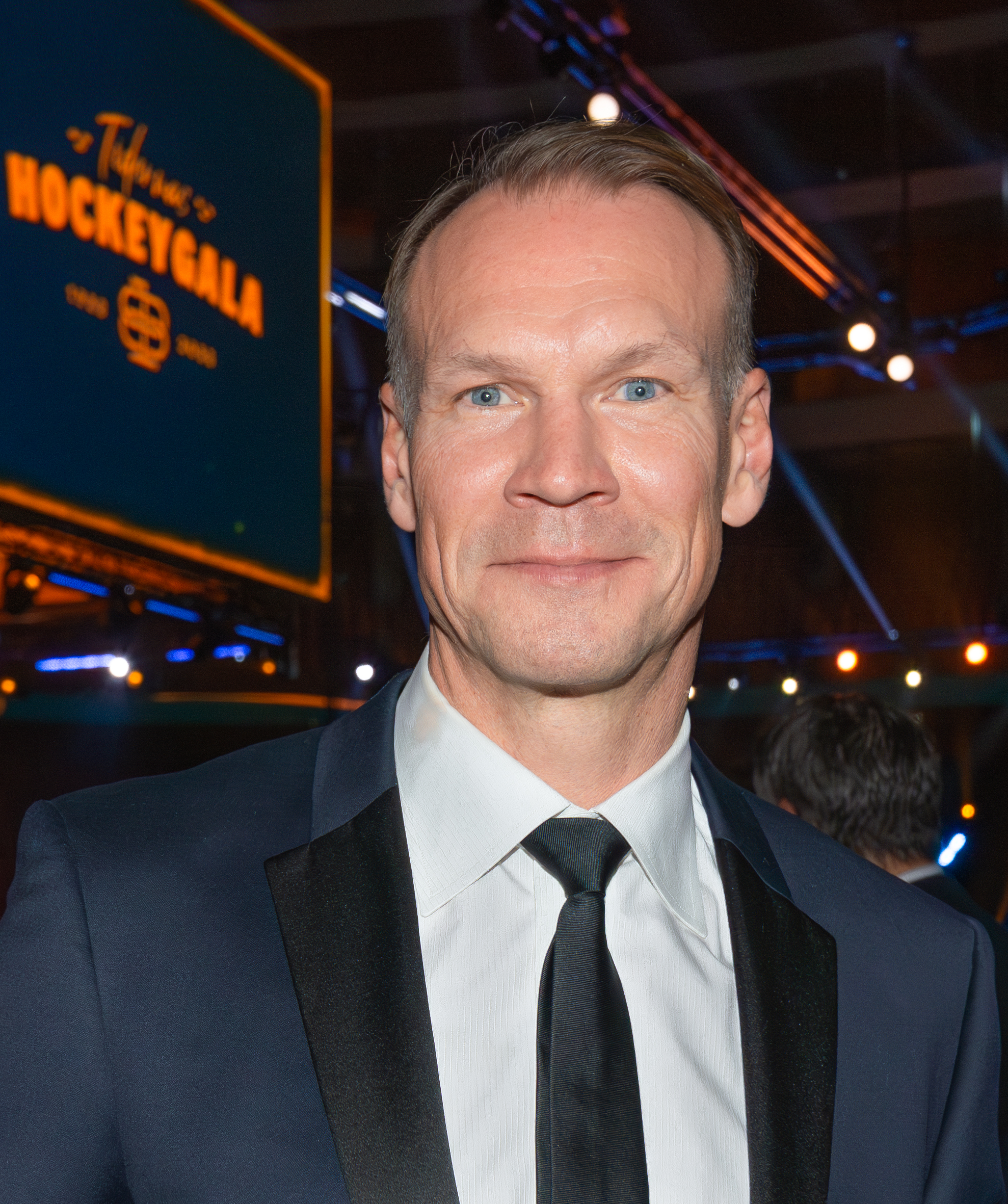
Nicklas Lidström (* 1970)

### Lidt
- Lidth de Jeude, Flip van (* 1949), niederländischer Hockeyspieler
- Lidth de Jeude, Theodoor Gerard van (1788–1863), niederländischer Zoologe
- Lidtke, Vernon (* 1930), US-amerikanischer Historiker
- Lidtmann, Franz (1716–1797), deutscher Maler des Barock

### Lidu
- Līduma, Madara (* 1982), lettische Biathletin

### Lidv
- Lidvall, Fredrik (1870–1945), russisch-schwedischer Architekt

### Lidw
- Lidwina von Schiedam (1380–1433), niederländische Heilige

### Lidz
- Lidzbarski, Mark (1868–1928), deutscher Semitist
- Lidžius, Alfonsas (* 1942), litauischer Politiker